# Памятник Прокофию Демидову
Памятник Проко́фию Деми́дову — скульптура в историческом центре посёлка Верх-Нейвинского Свердловской области России. Памятник расположен на аллее в продолжении площади Революции. Памятник находится за автобусной остановкой, которая после установки получила наименование «Демидовская».

## Описание

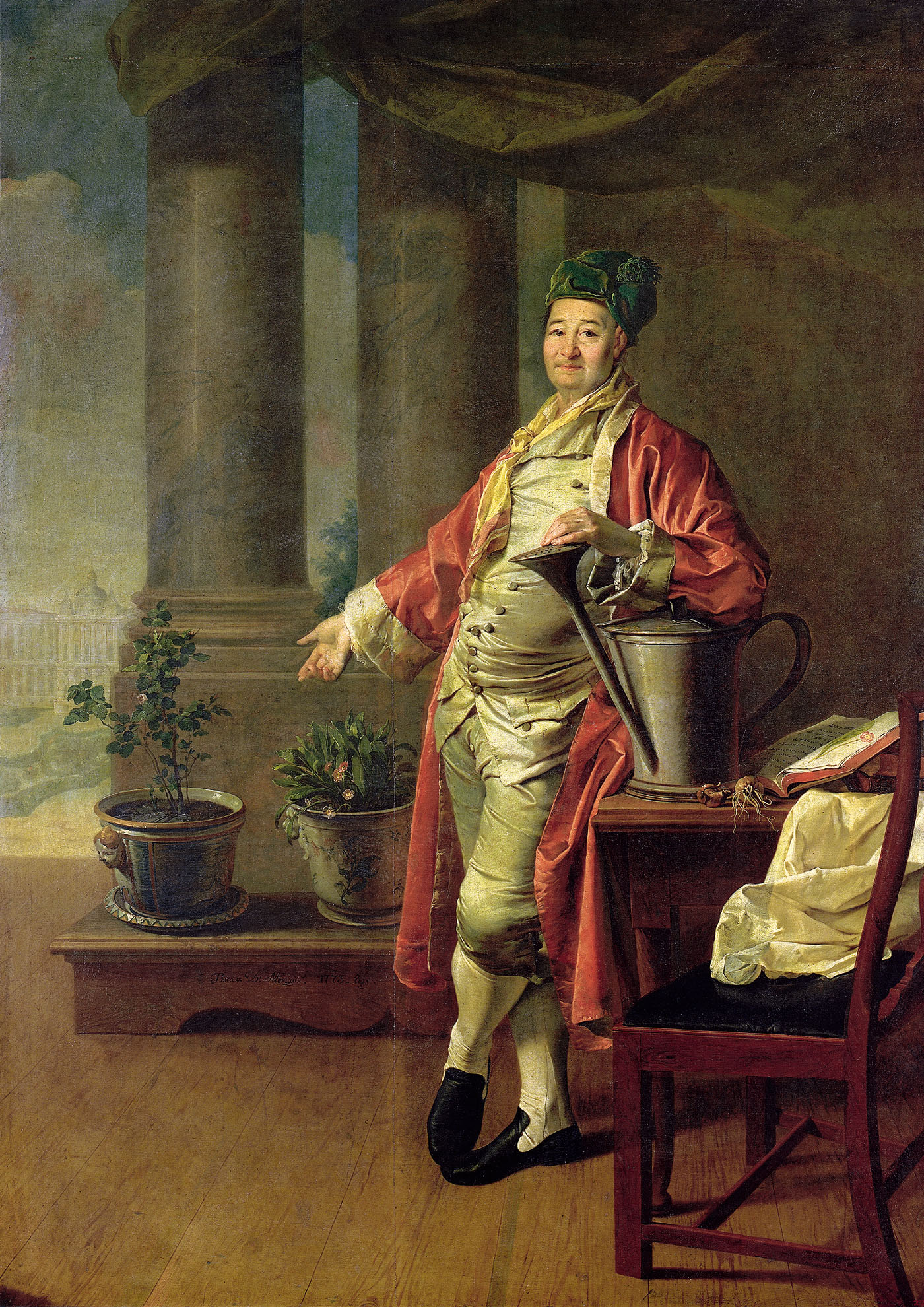
Портрет П. А. Демидова кисти Д. Г. Левицкого, на основе которого создавалась скульптура

Памятник представляет собой скульптуру высотой 2,2 метра из бронзы с патиной, что придаёт творению оттенок старины. Скульптура была создана на основе изображения промышленника на картине художника Д. Г. Левицкого 1773 года.
В правой руке Прокофий Демидов держит лейку, что символизирует его увлечение садоводством. Левой рукой промышленник опирается на стоящую рядом бронзовую скамью с гербом династии Демидовых. На скамью можно присесть и сфотографироваться с памятником.
Автор скульптуры — Игорь Акимов.

## История
Памятник Прокофию Демидову был установлен ещё 30 июня 2021 года.
Торжественное открытие памятника состоялось 8 июля, в день рождения Прокофия Акинфиевича. Промышленник родился в 1710 году, а в 1762 году основал Верх-Нейвинский чугуноплавильный и железоделательный завод. Сегодня на базе данного предприятия работает филиал «Производство сплавов цветных металлов» ОАО «Уралэлектромедь». В церемонии открытия участвовали жители Верх-Нейвинского, в том числе работники металлургического завода, а также представители местного самоуправления.
По словам Елены Сергеевны Плохих, которая на тот момент занимала должность главы Верх-Нейвинского, установить памятник решили участники общественного движения «Возрождение» после реконструкции и расширения площади Революции. Финансовую помощь по изготовлению скульптуры оказал генеральный директор Уральской горно-металлургической компании Андрей Козицын, который из своих личных средств выделил 3,5 миллиона рублей.